# Máximo Gómez
Máximo Gómez y Báez (18 de novembro de 1836 – 17 de junho de 1905) foi um Generalíssimo dominicano na Guerra da Independência de Cuba (1895-1898). Ele era conhecido por sua controversa política de terra arrasada, que envolvia a dinamitação de trens de passageiros e o incêndio de propriedades e plantações de açúcar dos legalistas espanhóis - incluindo muitas de propriedade de americanos. Aumentou enormemente a eficácia dos ataques, torturando e matando não apenas soldados espanhóis, mas também simpatizantes espanhóis e especialmente cubanos leais a Espanha. Quando a Guerra Hispano-Americana eclodiu, em abril de 1898, a rebelião estava virtualmente derrotada na maior parte do oeste de Cuba, com apenas alguns bolsões operacionais no centro e no leste. Ele se recusou a unir forças com os espanhóis na luta contra os Estados Unidos e retirou-se para a Quinta de los Molinos, uma villa luxuosa nos arredores de Havana após o fim da guerra, anteriormente usada por capitães-generais como residência de verão.

## Vida pregressa
Gómez nasceu em 18 de novembro de 1836, na cidade de Baní, na província de Peravia, onde hoje é a República Dominicana. Durante a adolescência, participou nas batalhas contra as frequentes incursões haitianas de Faustin Soulouque na década de 1850. Ele lutou ao lado das forças espanholas na Guerra da Restauração Dominicana (1863–1865), sendo promovido de sargento a comandante em uma famosa vitória sobre o general dominicano Pedro Florentino.
Chegou a Cuba com as tropas espanholas evacuadas de São Domingos em 1865, iniciando um empreendimento agrícola. Em Cuba, casou-se com Bernarda Toro, que o acompanhou durante a guerra.

## Mudança de lealdade
Depois que as forças espanholas foram derrotadas e fugiram da República Dominicana em 1865 por ordem da rainha Isabel II, muitos apoiadores da causa anexionista partiram com elas, e Gómez mudou-se com a família para Cuba.
Gómez aposentou-se do exército espanhol e logo assumiu a causa rebelde em 1868, ajudando a transformar as táticas e estratégias militares do exército cubano e distanciando-as da abordagem convencional, favorecida por Thomas Jordan e outros. Ele deu aos mambises cubanos a tática mais temida, a "carga de machete".

## Guerra de Independência de Cuba

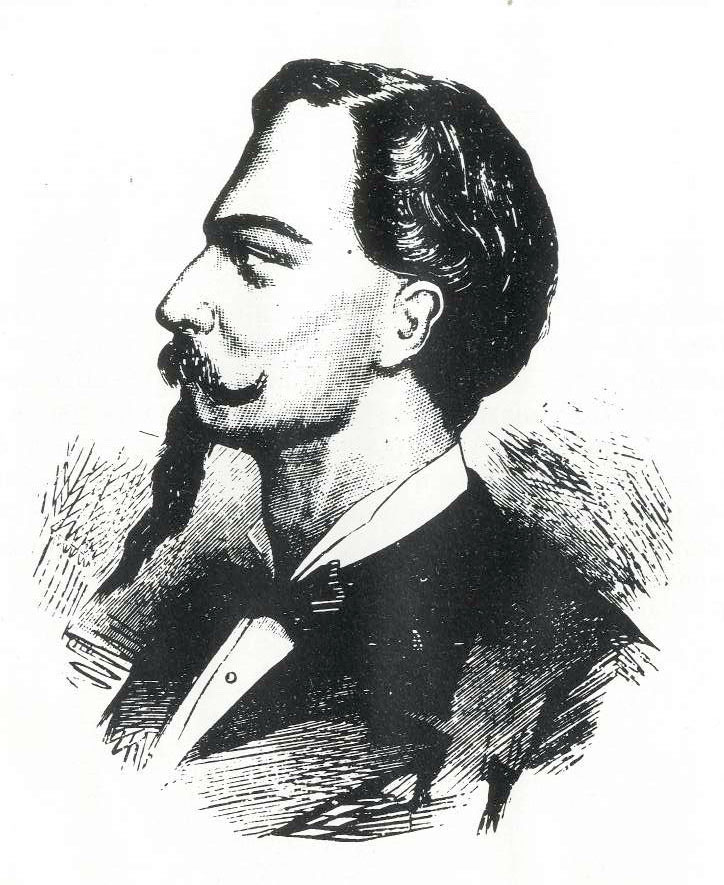
Desenho de Máximo Gómez em 1868.

Em 25 de outubro de 1868, durante a Batalha de Pino de Baire, Gómez liderou uma carga de facão a pé, emboscando uma coluna espanhola e destruindo-a; os espanhóis sofreram 233 baixas. O exército espanhol ficou apavorado com as cargas porque a maioria eram tropas de infantaria, principalmente conscritos, que temiam ser abatidos pelos machetes. Como o exército cubano sempre carecia de munições suficientes, a técnica de combate habitual era disparar uma vez e depois carregar contra os espanhóis.
Em 1871, Gómez liderou uma campanha para libertar Guantánamo das forças leais à Espanha, especialmente dos ricos cafeicultores, que eram na sua maioria descendentes de franceses e cujos antepassados tinham fugido do Haiti depois dos haitianos terem massacrado os franceses. Gómez realizou uma campanha sangrenta, mas bem-sucedida, e a maioria de seus oficiais se tornaram oficiais de alta patente, incluindo Antonio e José Maceo, Adolfo Flor Crombet e Policarpo Pineda "Rustán".
Após a morte em combate do Major-General Ignacio Agramonte y Loynáz em maio de 1873, Gómez assumiu o comando do distrito militar da província de Camagüey e de seu famoso Corpo de Cavalaria. Ao inspecionar pela primeira vez o corpo, concluiu que eram os mais bem treinados e disciplinados do nascente exército indígena cubano e que contribuiriam significativamente para a guerra pela independência.
Em 19 de fevereiro de 1874, Gómez e 700 outros rebeldes marcharam para o oeste a partir de sua base oriental e derrotaram 2.000 soldados espanhóis em El Naranjo. Os espanhóis perderam 100 mortos em combate e 200 feridos em combate; os rebeldes sofreram 150 baixas. Um batalhão de 500 chineses lutou sob o comando de Gómez na Batalha de Las Guasimas (março de 1874). A batalha custou aos espanhóis 1.037 baixas e aos rebeldes 174 baixas. Contudo, os rebeldes tinham esgotado os seus recursos: o afastamento invulgar das tácticas de guerrilha revelou-se um empreendimento dispendioso.
No início de 1875, com menos de 2.000 homens, Gómez atravessou a Trocha – uma série de fortificações militares espanholas – e queimou 83 plantações em torno de Sancti Spíritus e libertou os seus escravos. No entanto, os líderes revolucionários conservadores temeram as consequências destas ações e desviaram as tropas do exército de Gómez, fazendo com que a campanha fracassasse. Em 1876, Gómez entregou o comando quando o General Carlos Roloff lhe disse que os oficiais de Las Villas não seguiriam mais suas ordens, pois ele era dominicano.

### Conflito porto-riquenho
No interlúdio entre as duas guerras de independência de Cuba, Gómez realizou biscates na Jamaica e no Panamá (entre eles, supervisionou uma brigada de trabalhadores durante a construção do Canal do Panamá), mas permaneceu como um ator ativo na causa da independência de Cuba. bem como para o resto das Antilhas. Por exemplo, quando Porto Rico viveu um período de severa repressão política em 1887 por parte do governador espanhol, Romualdo Palacio, que levou à prisão de muitos líderes políticos locais, incluindo Román Baldorioty de Castro, Gómez ofereceu os seus serviços a Ramón Emeterio Betances, o anterior instigador da primeira revolução pró-independência da ilha, o Grito de Lares, então exilado em Paris. Gómez vendeu a maior parte de seus pertences pessoais para financiar uma revolta em Porto Rico e se ofereceu para liderar quaisquer tropas porto-riquenhas caso tal revolta ocorresse. A revolta foi considerada desnecessária no final daquele ano, quando o governo espanhol retirou Palacio do cargo para investigar acusações de abuso de poder de sua parte, mas Gómez e Betances estabeleceram uma amizade e uma relação logística que durou até a morte de Betances, em 1898.

### Promoção a general
Gómez ascendeu ao posto de Generalíssimo do Exército Cubano, posto semelhante ao de Capitão-General ou General do Exército, por causa de sua liderança militar superior.
Ele adaptou e formalizou as tácticas militares improvisadas que tinham sido utilizadas pela primeira vez pelos guerrilheiros espanhóis contra os exércitos de Napoleão Bonaparte num sistema coeso e abrangente, tanto a nível táctico como estratégico. O conceito de insurreição e insurgência e a sua natureza assimétrica podem ser atribuídos intelectualmente a ele.

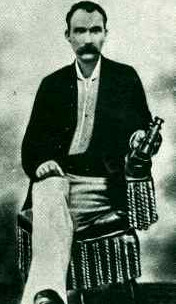
Máximo Gomez aos 45 anos.

Máximo Gomez foi baleado no pescoço em 1875 enquanto cruzava a linha fortificada ou Trocha de Júcaro, no sul, até Morón, no norte; ele estava liderando a tentativa fracassada de invadir o oeste de Cuba. Ele então sempre usava um lenço no pescoço para cobrir o buraco da bala, que permaneceu aberto depois que cicatrizou (ele geralmente o tapava com um chumaço de algodão). Seu segundo e último ferimento ocorreu em 1896, enquanto ele lutava nas áreas rurais nas cercanias de Havana e completava uma invasão bem-sucedida do oeste de Cuba.

### Estratégia fabiana
Ele foi ferido apenas duas vezes durante 15 anos de guerra de guerrilha contra um inimigo muito superior em mão-de-obra e logística. Em contrapartida, seu oficial de maior confiança e segundo em comando, o Tenente-General Antonio Antonio Maceo y Grajales, foi baleado 27 vezes no mesmo intervalo de tempo, sendo o 26º o ferimento mortal. O filho de Gómez e ajudante de campo de Maceo, Francisco Gómez y Toro, apelidado de "Panchito", foi morto enquanto tentava recuperar o cadáver de Maceo em combate em 7 de dezembro de 1896.
Pouco depois, Gómez implementou outra técnica de guerra que provou ser muito bem sucedida em paralisar os interesses económicos espanhóis em Cuba: incendiar haciendas de cana-de-açúcar e outros activos agrícolas estratégicos. Ele pessoalmente abominava a ideia de "incendiar o produto do trabalho dos nossos trabalhadores ao longo de mais de 200 anos em poucas horas", mas rebateu que o estado de miséria que a maioria dos trabalhadores ainda experimentava, se esse fosse o preço a pagar para redimi-los do sistema econômico que os escravizou ¡Bendita sea la tea! ("Bendita seja a tocha!")

### Proposta de adesão à Guerra Hispano-Americana
Em 5 de março de 1898, o Capitão-General de Cuba, Ramón Blanco y Erenas, propôs que Gómez e suas tropas cubanas se juntassem a ele e ao Exército Espanhol na repulsão dos Estados Unidos diante da Guerra Hispano-Americana. Blanco apelou à herança partilhada entre cubanos e espanhóis e prometeu a autonomia da ilha se os cubanos ajudassem a combater os americanos. Blanco declarou: "Como espanhóis e cubanos, nos opomos aos estrangeiros de uma raça diferente, que são de natureza gananciosa... Chegou o momento supremo em que devemos esquecer as diferenças do passado e, com espanhóis e cubanos unidos por para sua própria defesa, repelir o invasor. A Espanha não esquecerá a nobre ajuda dos seus filhos cubanos, e uma vez expulso o inimigo estrangeiro da ilha, ela, como uma mãe afetuosa, tomará nos braços uma nova filha entre as nações do Novo Mundo, que fala a mesma língua, pratica a mesma fé e sente o mesmo nobre sangue espanhol correr em suas veias." Gómez recusou-se a aderir ao plano de Blanco. 

## Aposentadoria
No final da Guerra de Independência Cubana, em 1898, retirou-se para uma villa nos arredores de Havana. Em 1899, foi demitido do cargo de general-em-chefe do exército cubano pela Asamblea del Cerro, e este cargo foi abolido. Recusou a nomeação presidencial que lhe foi oferecida em 1901, que se esperava que vencesse sem oposição, principalmente porque sempre desgostou de política. Além disso, após 40 anos vivendo em Cuba, ele ainda sentia que, sendo dominicano, não deveria se tornar o líder civil de Cuba.
Morreu em sua villa em 1905 e foi sepultado no Cemitério Colón, em Havana.

## Honras
- Academia de Comando Máximo Gómez, instituição de ensino das Forças Armadas Revolucionárias Cubanas.

- Máximo Gómez Park, um parque em Miami, na Flórida, nos Estados Unidos, hoje conhecido como Domino Park, foi batizado em sua homenagem.[7][8]
- A banda britânica de rock alternativo Maxïmo Park, por sua vez, nomeou-se em homenagem ao parque.

- O retrato de Gómez está retratado na moeda cubana na nota de 10 pesos.

- Uma importante avenida da cidade de São Domingos, na República Dominicana, leva seu nome.

- Uma escola secundária leva seu nome em sua cidade natal, Baní, na República Dominicana.

- Uma universidade provincial foi batizada em sua homenagem: a Universidad Máximo Gómez Báez de Ciego de Ávila (UNICA), em Cuba.[9]

- O atual senador dominicano pela província de Peravia, Wilton Guerrero, propôs mudar o nome da província para "Província de Máximo Gómez".

- Uma estátua está em frente ao Instituto Preuniversitário em Camagüey, em Cuba; ele é visto em um cavalo com seu lenço galopando enquanto está armado como se estivesse liderando uma carga de machete.

- Uma estação da Linha 1 (Linha Azul) do Metrô de São Domingos, capital da República Dominicana, leva seu nome.